# Gentlemen's club
Gentlemen’s Club je hudební skupina hrající převážně hudební styl ska, se žánrovými přesahy do stylů jako reggae, soul a rock. Založili ji v roce 2003 David Václavík a Jiří Poledňák v Hranicích.

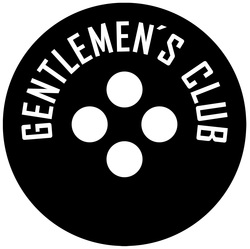
Logo kapely

## Činnost
Sedm let po vzniku kapely vydali Gentlemen’s Club v roce 2010 svou první studiovou desku nazvanou V jistých nejistotách. V roce 2019 vydali Gentlemeni nový klip k jednotlivé skladbě Nebuď na mne hrubá. Natočení druhé desky skupině trvalo dalších deset let, protože se podle Jiřího Poledňáka považují spíše za koncertní kapelu.
Gentlemen’s Club působili jako předkapela na koncertech kapely Vltava nebo příležitostně s Annou K. Také hrála opakovaně společné koncerty s další hranickou kapelou Limetal.[zdroj?]

## Seznam členů
- Jiří Poledňák - kytara, hlavní zpěv
- David Václavík - baskytara, vokál
- Karel Trousil - klávesy
- Vít Škrabal - bicí, perkuse
- Pepa Hynčica - trubka, vokál
- Honza Fraňo - saxofony, manažer
- Filip Řehořík - trombon

## Diskografie
- 2010 – V jistých nejistotách - debutové album, obsahující skladby - Není naší vinou, Gentlemen's club nebo Colonelův rum a další.
- 2020 – Skvělé a snadné - EP- obsahuje čtyři písně - Skvělé a snadné, Hrdinové naší doby, Kontokorent král, Nebuď na mne hrubá
- 2021 - Poslední zhasne - EP- obsahuje dvě písně - Poslední zhasne, Až